# Mascha Kaléko
Mascha Kaléko (1907-1975) est une poétesse et prosatrice de langue allemande. Juive, elle a dû et pu quitter Berlin et l'Allemagne en 1938 pour s'exiler avec mari et enfant à New York. En octobre 1959, elle et son mari, Chemjo Vinaver, s'en vont résider à Jérusalem. Elle meurt en janvier 1975 à Zurich lors de l'un de ses voyages en Europe. Mascha Kaléko était, où qu'elle aille, une étrangère: Juive polonaise en Allemagne, Juive allemande en Israël, Européenne invétérée en Amérique. Sa poésie est d'une rare simplicité, évoquant "les choses les plus difficiles en une seule ligne". Pour Daniel Kehlmann, elle est la moins allemande des poètes allemands.

## Biographie

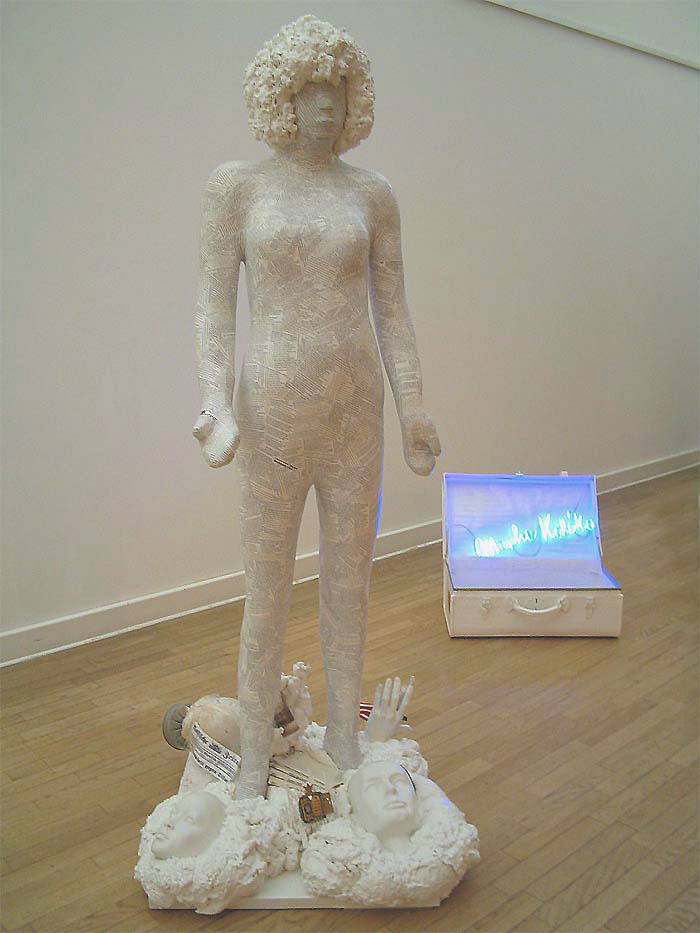
Installation artistique Mascha Kaléko de Rengha Rodewill, musée Georg Kolbe, Berlin.

### Enfance (1907-1918)[5]
Golda Malka (Mascha) Aufen naît le 7 juin 1907 à Chrzarnów en Galicie occidentale. Elle est la fille aînée de Rozalia (Rosa) Chaja Reisel Aufen (1883-1975), citoyenne autrichienne et de Fischer Engel (1883-1956), commerçant, citoyen russe. Les parents sont mariés religieusement, pas civilement. Mascha porte donc le nom de sa mère. Chrzarnów se situe à 40 kilomètres à l’ouest de Cracovie, à 20 kilomètres au nord d’Auschwitz, la frontière prussienne n’est qu’à 40 kilomètres de distance. Le père est souvent en voyage d’affaires. Au sein du foyer, on parle allemand et yiddisch. Les jeunes filles au service de la famille viennent de Berlin et familiarisent la petite Mascha au dialecte berlinois. Sa sœur, Lea, naît en 1909. Au contraire de sa sœur cadette, obéissante et sage, elle est plutôt difficile, vivant dans son propre monde, fugueuse à cinq ans et demi.
En août 1914, la guerre éclate et les troupes russes avancent en Pologne. Le père craint peut-être d’être enrôlé et de devoir combattre contre sa parentèle autrichienne. La famille émigre en Allemagne, tout d’abord à Francfort-sur-le-Main. Là-bas, le père est interné en tant que citoyen d’une nation ennemie. Mascha y fréquente l’école primaire de 1914 à 1916. En 1916, la mère et ses deux filles déménagent à Marbourg. Le père est libéré avec l’obligation de se présenter chaque jour aux autorités. Mascha est une élève douée et écrit ses premiers poèmes. La famille vit difficilement : dans un texte écrit dans les années 1930, elle évoque ces « parents qui ne pouvaient même pas nous acheter les livres d’enfant imprimés sur ce papier gris utilisé pendant la guerre ».
En 1930, elle commence à publier des poèmes dans la presse. Ses œuvres, qui se rattachent à la nouvelle objectivité (en allemand : Neue Sachlichkeit), la rendent rapidement connue. Elle fréquente le Romanisches Café aux côtés de Kurt Tucholsky, Erich Kästner, Joachim Ringelnatz.
En 1933, elle fait paraître son premier recueil de poésie, Das lyrische Stenogrammheft, simultanément à l'arrivée des nazis au pouvoir en Allemagne. Elle publie un second recueil en 1935 (Kleines Lesebuch für Große).
En 1938 son nom est ajouté à la liste des auteurs interdits. Elle s'exile cette année-là à New York avec son deuxième mari, le musicologue Chemjo Vinaver, et leur enfant, avant de s'installer à Jérusalem en 1966.
Elle meurt lors d'une halte à Zurich sur le chemin du retour d'un séjour en Allemagne

## Publications

### De son vivant
- 1933 : Das lyrische Stenogrammheft, Rowohlt, Hambourg, réédité en 1956, en 1974…
- 1934 : Kleines Lesebuch für Große, Rowohlt, Hambourg
- 1945 : Verse für Zeitgenossen, Schoenhof Verlag, Cambridge/Massachusetts ; rééd., avec de nouveaux poèmes en 1958 chez Rohwolt, Hambourg
- 1961 : Der Papagei, die Mamagei und andere komische Tiere. Ein Versbuch für verspielte Kinder sämtlicher Jahrgänge, Fackelträger-Verlag, Hanovre
- 1967 : Verse in Dur und Moll, Walter Verlag, Olten
- 1968 : Das himmelgraue Poesie-Album der Mascha Kaléko, Blanvalet Verlag, Berlin
- 1971 : Wie's auf auf dem Mond zugeht, Blanvalet Verlag, Berlin
- 1973 : Hat alles seine zwei Schattenseiten, Eremiten-Presse, Düsseldorf

### Posthumes
- Der Stern, auf dem wir leben. Verse für Zeitgenossen, avec des dessins de Werner Klemke, Rowohlt, Reinbek, 1984
- Die paar leuchtenden Jahre, édité, présenté et avec la biographie Aus den sechs Leben der Mascha Kaléko par Gisela Zoch-Westphal ; avec un essai de Horst Krüger Meine Tage mit Mascha Kaléko, Munich, 2003, Deutscher Taschenbuch Verlag Comprend: Das himmelgraue Poesiealbum; Sinn- und Unsinngedichte; Der Gott der kleinen Webefehler; Heute ist morgen schon gestern; Novemberbrief aus Ascona; Der Papagei, die Mamagei und andere komische Tiere; Wie's auf dem Mond zugeht; Ich bin von anno dazumal; Feine Pflänzchen.
- Sämtliche Werke und Briefe in vier Bänden, édition et commentaires de Jutta Rosenkranz, transcription des lettres par Eva-Maria Prokop, traduction des lettres de Britta Müller et Efrat Gal, Munich, 2012, Deutscher Taschenbuch Verlag